# آنا فهیر
آنا فهیر (مجاری: Fehér Anna; ۲۴ سپتامبر ۱۹۲۱ – ۳۰ دسامبر ۱۹۹۹) ژیمناست هنری اهل مجارستان بود.